# 月形山站
月形山站是一个安庆铁路上的铁路车站，位于安徽省怀宁县月山镇，建于1995年，目前为四等站，邮政编码为246131。目前不办理客货运业务。
1. ↑  铁道部电子计算技术中心, 铁道部运输局. . 北京: 中国铁道出版社. 1998: 31. ISBN 9787113030995.